# Pochylce

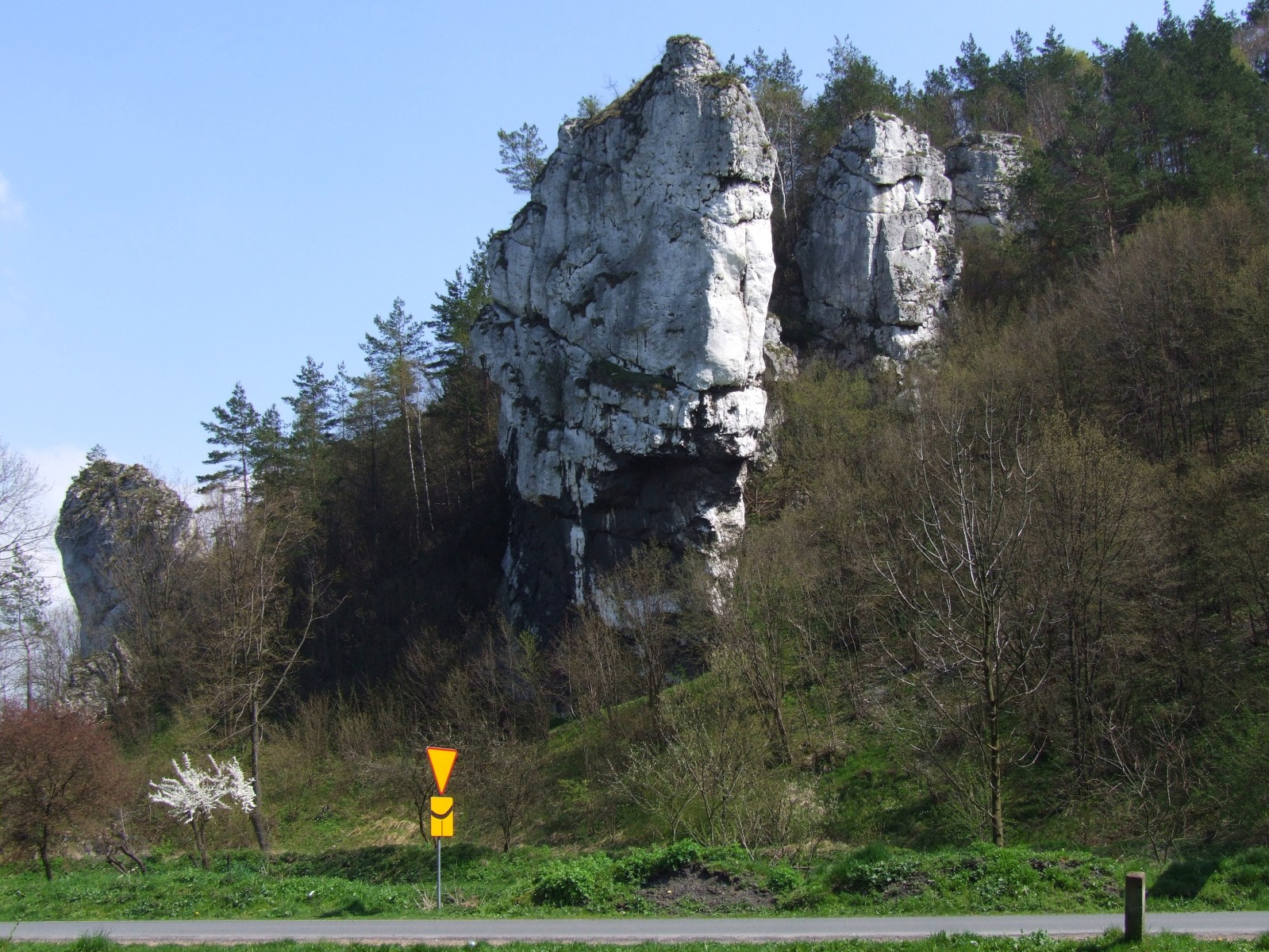
Pochylce

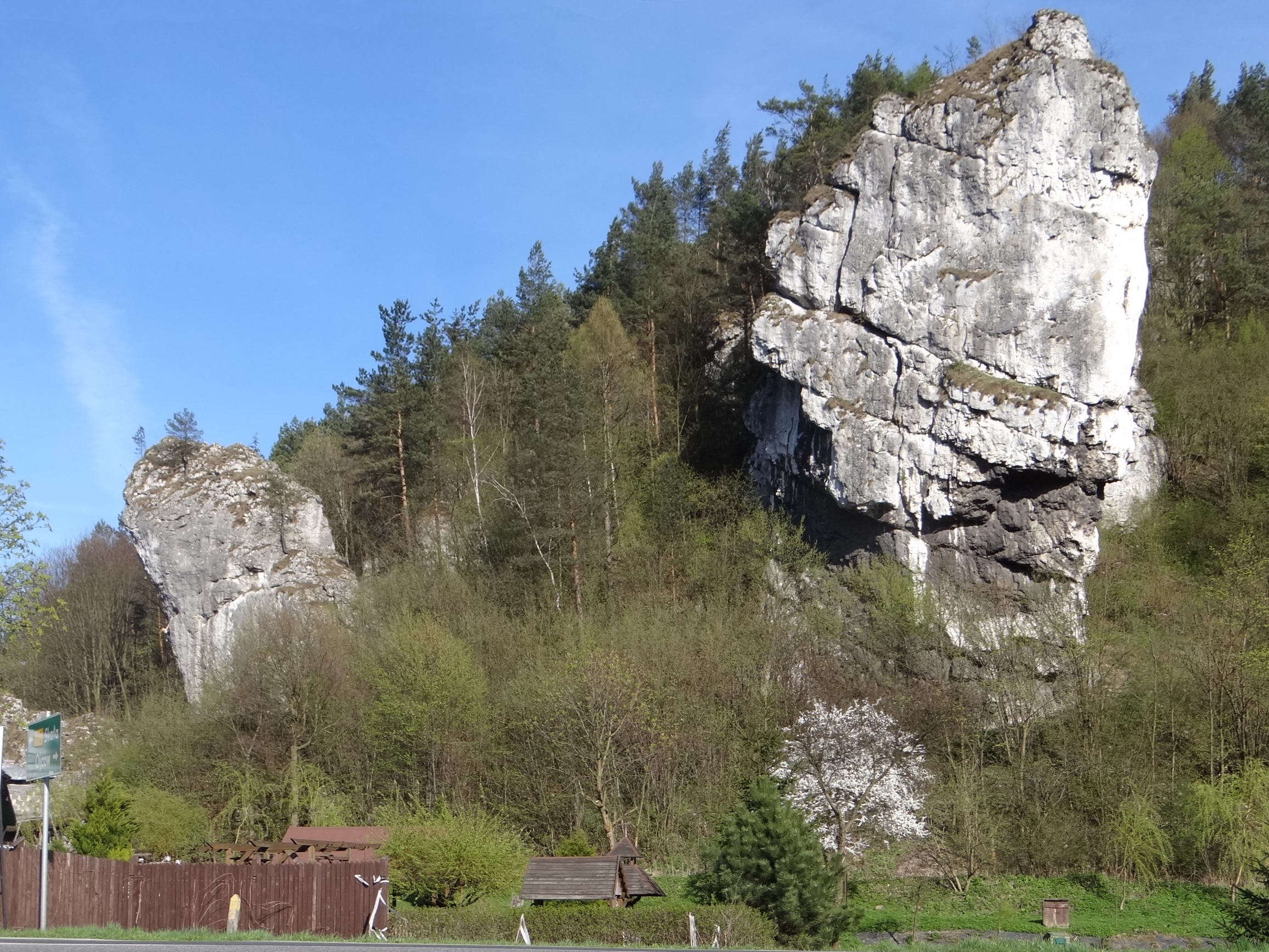
Pochylce

Pochylce, zwane również Wędrowcami – grupa skał znajdująca się na orograficznie lewym zboczu Doliny Prądnika na obszarze Ojcowskiego Parku Narodowego. Znajdują się w miejscowości Skała, przy skrzyżowaniu drogi nr 773 z drogą do Ojcowa. Do grupy tej należy kilkanaście skał o różnej wielkości. Wraz ze Skamieniałym Wędrowcem znajdującym się po drugiej stronie bocznej doliny tworzą one bramę skalną, jedną z wielu w Dolinie Prądnika. Skały powstały w wyniku krasowego działania wody oraz nierównej odporności skał wapiennych na wietrzenie. Największy z Pochylców  ma ok. 30 m wysokości i jest znacznie wychylony od pionu. W grupie tych skał wyraźnie widoczne są spękania ciosowe. Spływające nimi wody opadowe rozpuszczają wapienie powodując stałe powiększanie się tych spękań. Pomiędzy skałami tkwią wciśnięte duże bloki wapienia, zwane przez geologów klinami grawitacyjnymi, które swoim ciężarem powodują rozsuwanie się skał.
W 2004 na skałach tych, podobnie jak na wielu innych, przeprowadzono zabieg ochrony czynnej muraw kserotermicznych, polegający na usunięciu zadrzewień, które wypierają rzadkie gatunki roślin i zwierząt tych muraw. Zadrzewienia pojawiły się tutaj przez kilkadziesiąt lat od momentu zaprzestania rolniczego użytkowania tych terenów, które w naturalny sposób poprzez koszenie i wypasanie zapobiegało rozwojowi zadrzewień.
Na dwóch największych i położonych blisko siebie Pochylcach uprawiana jest wspinaczka skalna. Są to skały Pochylec i Duży Pochylec. 

## Szlak turystyczny
czerwony Szlak Orlich Gniazd, odcinek z Pieskowej Skały Doliną Prądnika do Ojcowa
 niebieski Szlak Warowni Jurajskich, odcinek od Doliny Prądnika, przez wąwóz Ciasne Skałki do Doliny Będkowskiej